# Valerianella oxyrrhyncha
Valerianella oxyrrhyncha är en kaprifolväxtart som beskrevs av Fisch. och C. A. Mey. Valerianella oxyrrhyncha ingår i släktet klynnen, och familjen kaprifolväxter. Inga underarter finns listade i Catalogue of Life.